# Palacio del marqués de Matallana
El palacio del marqués de Matallana es un edificio de Madrid (España), construido en la segunda mitad del siglo XVIII como residencia permanente del general Rodrigo de Torres y Morales (1687-1753), I marqués de Matallana. En la actualidad es la sede del Museo del Romanticismo de Madrid, y la construcción del palacio fue realizada por el arquitecto Manuel Martín Rodríguez, primo hermano y discípulo de Ventura Rodríguez, en estilo neoclásico castellano.

## Historia y descripción

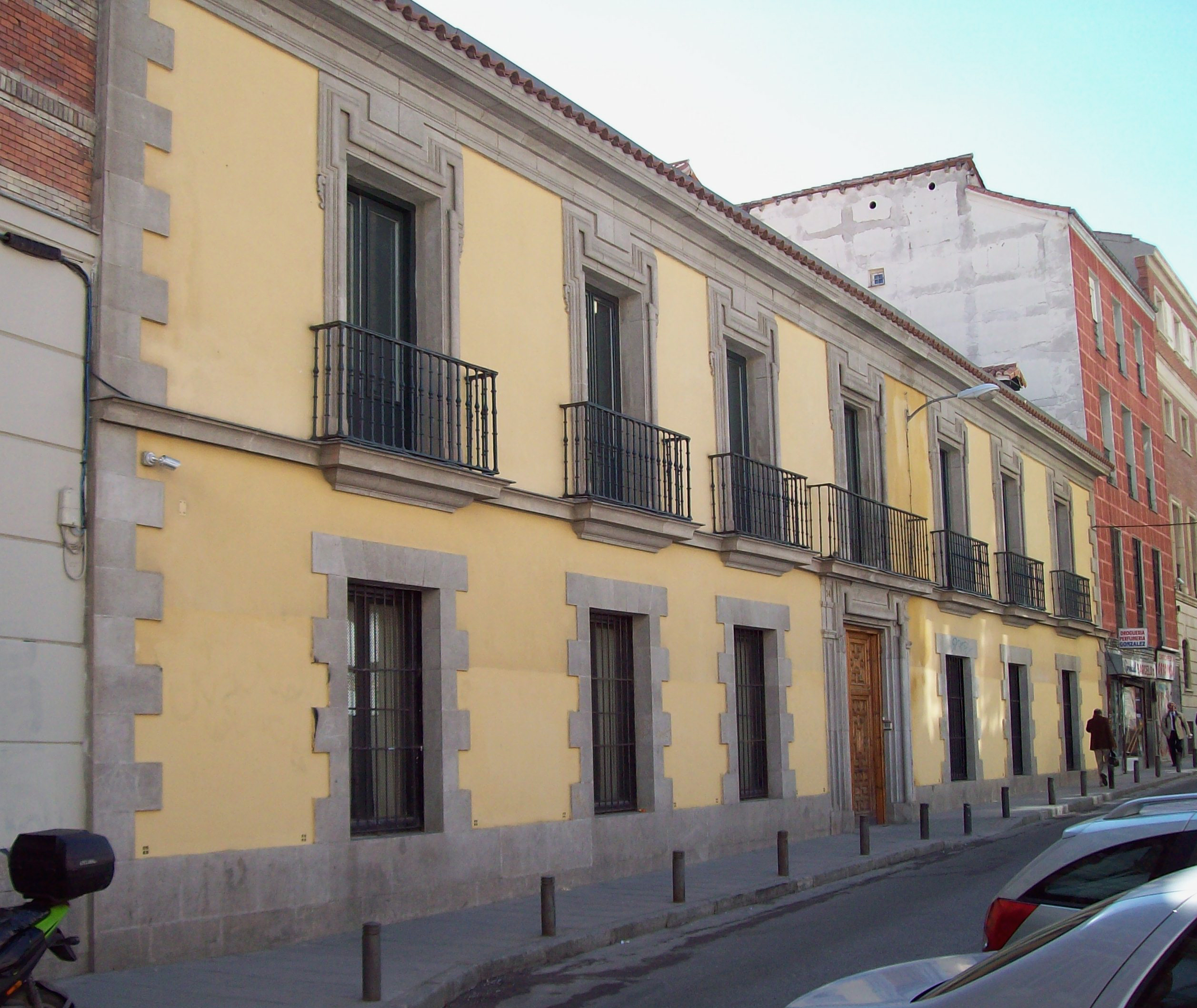
Fachada de la calle Beneficencia

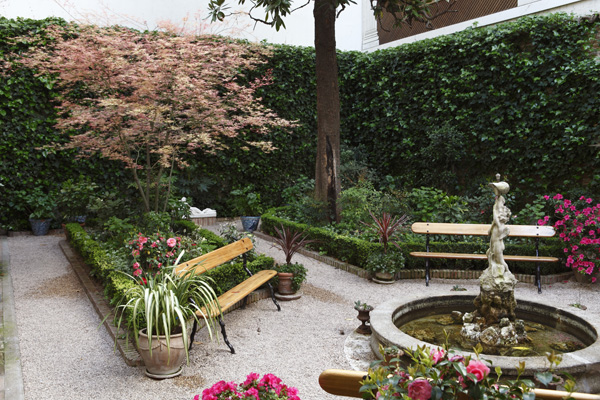
Jardín

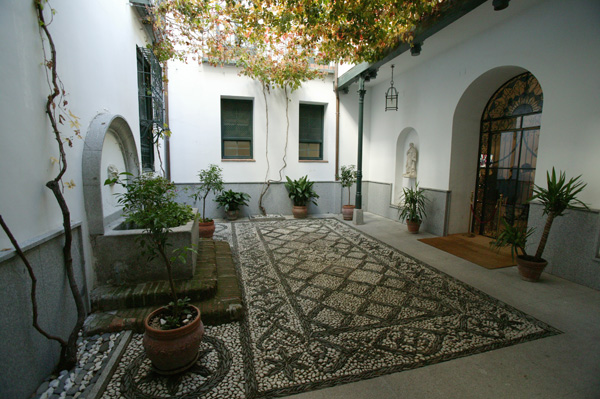
Patio San Mateo

En 1850 pasó a la propiedad de Francisco de Paula Fernández de Córdoba, conde de la Puebla del Maestre, y en 1920, el edificio fue alquilado por el Estado, encargando a Benigno de la Vega-Inclán y Flaquer, II marqués de la Vega Inclán, instalar en este edificio la Comisaría Regia de Turismo, con el objeto de promocionar España en general y Madrid en particular la cultura arquitectónica española a nivel internacional.
En 1924, el propio marqués convirtió el edificio en el Museo Romántico. Adquirido por el Estado en 1927. El 1 de marzo de 1962, tanto el edificio como sus colecciones fueron declaradas Monumento Histórico Artístico, pasando a depender del Patronato Nacional de Museos en agosto de 1968.
El palacio neoclásico situado entre las calles San Mateo y Beneficencia, en el barrio de Justicia, distrito Centro, en Madrid. Su arquitecto fue Manuel Martín Rodríguez según la identificación hecha a mediados del siglo XX por el marqués de Saltillo, pero en realidad su autoría hay que atribuírsela a Manuel Rodríguez García, primo hermano del también arquitecto Ventura Rodríguez.
Su construcción se inició en 1776, finalizándose entre 1777 y 1779. Es un ejemplo representativo de vivienda noble del Antiguo Régimen en la capital madrileña, presentando elementos muy comunes a este tipo de edificios, como el amplio portón de entrada formado por sillares de granito, ventanales con balcón de forja en el piso noble, o la techumbre abuhardillada. El arquitecto mantuvo algunos recuerdos barrocos en la composición de la fachada, con marcos ligeramente quebrados en el primer piso; predominan, sin embargo, la severidad y simetría propias del Neoclasicismo que triunfaba en esa época.
El solar, anteriormente, había pertenecido al monasterio de San Martín en el siglo XVI, a José Sibari y Juan de Echazu en el siglo XVII, hasta que fue adquirido por el marqués de Matallana, Rodrigo de Torres y Morales. El proyecto inicial presentaba un edificio de dos plantas, con un planteamiento simétrico en sus dos fachadas, aunque finalmente solo se construyó una planta baja y un primer piso, tal y como permanece actualmente. Presenta escasa decoración, que se limita a las molduras que rodean los vanos, y la distribución interior se organizó en torno a tres patios.
Desde principios del siglo XIX, sus dueños fueron los condes de la Puebla del Maestre, quienes incrementaron la ornamentación de la fachada, con un aspecto más palaciego, siendo el que todavía se conserva. Entre otros detalles añadieron su escudo nobiliario —mantelado de Pacheco, partido de Códova y el mantel de Cárdenas con collar de Carlos III— y repisas y molduras en la parte superior e inferior de los balcones. De la relación de condes, el más trascendente para la historia del Museo es Francisco de Paula Fernández de Córdoba y Fernández, quien en 1923 arrendó la casa a la Comisaría Regia del Turismo y en 1927 la vendió al Estado.
En 1870-72 el Instituto Geográfico Nacional levantó un parcelario de Madrid gracias al cual conocemos el estado de la casa a finales del siglo XIX. Su ordenamiento interior era prácticamente el mismo que se conserva hoy salvo pequeñas diferencias; así, la simetría inicial de la fachada trasera había desaparecido y en la planta baja existían tres estancias y una escalera ya desaparecidas.
En 1923 el palacio fue alquilado por el marqués de la Vega-Inclán, quien acondicionó la parte principal del edificio para su nuevo destino como sede de la Comisaría Regia de Turismo y al año siguiente alojó en ella su colección, creando el Museo Romántico. En 1927 fue comprada definitivamente por el Estado, dando lugar al desarrollo de una serie de intervenciones con el objetivo de acondicionar el edificio a las nuevas necesidades museológicas.
Entre 1944 y 1974 el encargado de las mismas fue José Manuel González-Valcárcel, quien llevó a cabo distintos trabajos como la reforma de la fachada trasera, que dejó de tener ese carácter y se convirtió en un acceso principal alternativo, la vinculación mediante un recorrido circular de todas las salas de la planta principal, reparación y consolidación de cubiertas y forjados o el proyecto de creación de un salón de actos y exposiciones. Este proyecto fue finalmente llevado a cabo entre 1978 y 1982 por Fernando Chueca Goitia.
En 1988, con toda la superficie del edificio disponible, tras el traslado de los materiales de otras colecciones ajenas al Museo, se plantea un Plan Director para el Museo Romántico de la mano de Ignacio Gárate Rojas. En el mismo, se busca la ampliación del edificio y la redistribución interior para ganar más espacio expositivo. De todo lo planificado, en 1996 se terminó esta fase con el traslado de los servicios de dirección, administración, restauración y depósitos desde la planta baja a la planta bajo cubierta.
Una última fase de rehabilitación, de la mano de Ginés Sánchez Hevia, afectó a zonas de la planta baja, como patios y vestíbulo, y se llevó a cabo el proyecto museográfico de la exposición permanente, con una recreación más exhaustiva de las estancias y una ampliación de los itinerarios y temáticas.
Actualmente, además de las piezas permanentes, se usa para exposiciones temporales de objetos propiedad de otros palacios o museos estatales que por alguna causa no están a la vista del público, sino que se encuentran en los sótanos de los mismos.

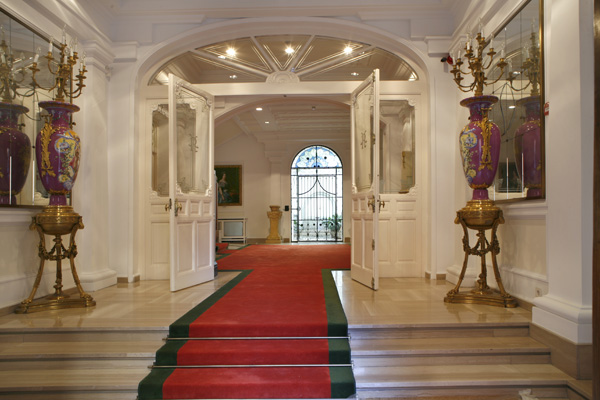
Entrada
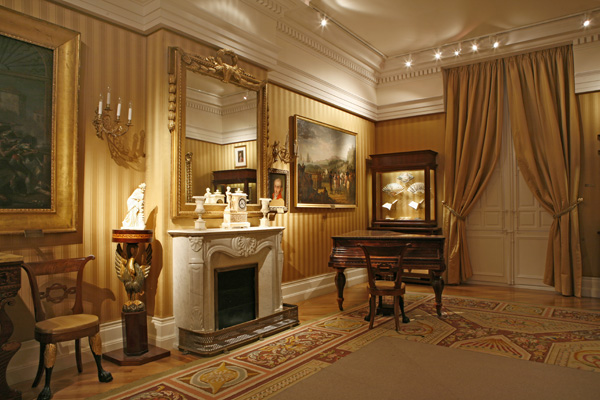
Sala Antesalón III
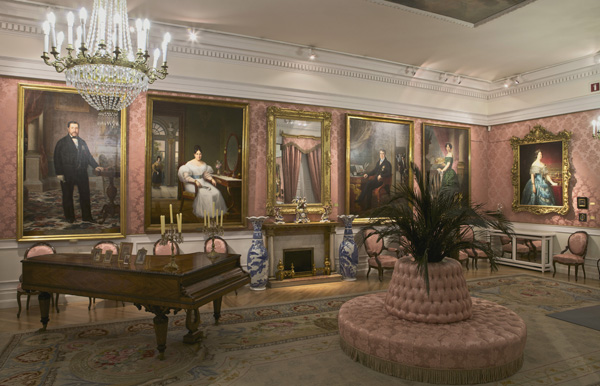
Salón de baile
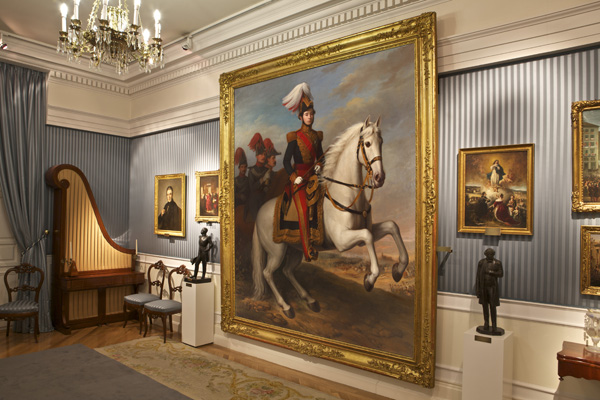
Sala Antesalón V
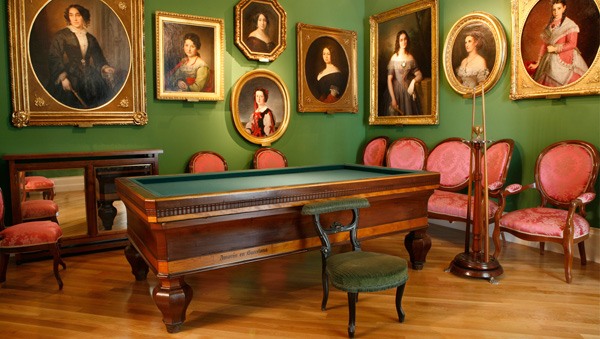
Sala de billar
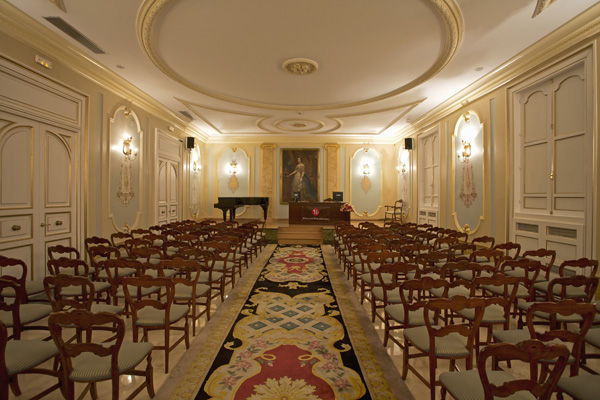
Auditorio